# First Arsch
First Arsch var ett tyskt garagerock/punkband från Schwerin som bildades 1986 av Till Lindemann som senare blev vokalist i Rammstein. Även Richard Z. Kruspe och Paul H. Landers spelar med Rammstein.

## Medlemmar
- Jörg E. Mielke – basgitarr, sång
- Till Lindemann – trummor, sång
- Richard Z. Kruspe – sologitarr, sång
- Paul H. Landers – kompgitarr, sång

## Album
- Saddle Up